# Bianca Cappello (film, 1909)
 (juillet 2025).
Pour plus de détails, voir Fiche technique et Distribution.
Bianca Cappello est un film italien réalisé en 1909 par Mario Caserini.

## Synopsis
Lie amoureuse de la noble vénitienne Bianca Cappello (1548–1587), devenue la maîtresse puis l'épouse de François Ier de Médicis, grand-duc de Toscane.

## Fiche technique
- Titre original : Bianca Cappello
- Pays d'origine :  Royaume d'Italie
- Année : 1909
- Réalisation : Mario Caserini
- Société de production et de distribution : Società Italiana Cines
- Langue : italien
- Genre : Drame historique
- Format : Muet - Noir et blanc - 1,33:1 - 35 mm
- Métrage : 360 m
- Durée : 12 minutes
- Date de sortie :
  -  Royaume d'Italie : 1909
  -  France : octobre 1909
  -  Royaume-Uni : octobre 1909
  -  Empire allemand : 23 octobre 1909

## Distribution
- Maria Caserini : Bianca Cappello
- Renato De Grais
- Amleto Novelli
- Ettore Pesci
- Carlo Salvini
- Enna Saredo
- Gustavo Serena